# 亀岡市立亀岡中学校
亀岡市立亀岡中学校（かめおかしりつ かめおかちゅうがっこう）は、京都府亀岡市にある公立中学校。体育館他、武道場、テニスコートも別に備えてある。

## 沿革
- 1947年5月5日 - 亀岡町立亀岡中学校、保津村立保津中学校、千代川村大井村組合立堰西中学校、篠村立安詳中学校、樫田村立樫田中学校が開校（各小学校を借用）
- 1949年4月 - 上記5校を統合し、南桑田郡組合立亀岡中学校が開校（樫田中学校は亀岡中学校樫田分校として存続）
- 1950年1月 - 独立校舎竣工
- 1955年1月1日 - 町村合併により、亀岡市・南桑田郡篠村・樫田村組合立亀岡中学校へ改称
- 1955年4月 - 体育館竣工
- 1958年4月 - 樫田分校廃止（高槻市編入）に伴い、亀岡市・南桑田郡篠村組合立亀岡中学校へ改称
- 1959年9月30日 - 篠村の亀岡市への編入により、亀岡市立亀岡中学校へ改称
- 1970年7月 - 校舎の全面改築工事竣工
- 1973年4月 - 亀岡市立南桑中学校の移転に伴い、亀岡中学校区だった吉川町、大井町、千代川町を南桑中学校へ分離
- 1979年4月 - 亀岡市立東輝中学校を分離
- 1994年 - 新体育館竣工
- 2011年6月 - 校舎の耐震補強工事が着工[1]
- 2013年1月 - 校舎の耐震補強工事が竣工（総事業費11億4800万円）[1]

## 通学区域
以下の小学校区を通学区域とする。
- 亀岡市立亀岡小学校（全域）
- 亀岡市立城西小学校（全域）
- 亀岡市立保津小学校（全域）
- 亀岡市立つつじヶ丘小学校（一部区域）

## 学校の周辺
- 京都府立亀岡高等学校
- 亀岡市立亀岡小学校

## 交通アクセス
- 山陰本線（嵯峨野線） 亀岡駅下車
  - バス停「本町東」下車

## 著名な出身者
- 宮田笙子（体操選手）※福井県鯖江市中央中学校へ転校
- 竹岡広信（英語教師）

## 通学区域が隣接している学校
- 亀岡市立東輝中学校
- 亀岡市立詳徳中学校
- 京都市立松尾中学校
- 京都市立嵯峨中学校
- 京都市立宕陰小中学校
- 亀岡市立亀岡川東学園
- 亀岡市立南桑中学校
- （大阪府）高槻市立第九中学校